# Uniti One
Uniti One – niezrealizowany projekt elektrycznego mikrosamochodu opracowywany przez szwedzkie przedsiębiorstwo Uniti w latach 2016–2020. 

## Historia i opis modelu
Uniti One po raz pierwszy zaprezentowano w przedprodukcyjnej formie w grudniu 2017 roku, ujawniając wstępne założenia na temat rozwijanego od 2016 roku projektu i główne cechy stylistyczne. Te ostatecznie zrewidowano 2 lata później, kiedy to w październiku 2019 przedstawiono przeprojektowany, produkcyjny format One'a.
Sylwetka samochodu przyjęła jednobryłową, aerodynamiczną postać nawiązującą do kropli wody. Oświetlenie zewnętrzne zostało wykonane w technologii LED, a koła zostały płynnie schowano w bryle nadwozia. Przednia szyba pojazdu utworzyła jedną całość z dachem i tylną szybą, przewidując jedną parę drzwi. Dzięki zastosowaniu ultralekkich materiałów uzyskano wagę całkowitą ok. 900 kilogramów. Do budowy Uniti One wykorzystano m.in. materiały kompozytowe i włóko węglowye.
Kabina pasażerska została utrzymana w minimalistycznie-futurystycznym wzornictwem, nawiązując sposobem obsługi do smartfonu. Ponadto, projektanci zastosowali wewnątrz m.in. asymetryczną aranżację przestrzeni (pasażer siedzi za kierowcą). Kierowca miał sterować pojazdem za pomocą kierownicy o kształcie wolantu. Pośrodku kierownicy znajduje się wyświetlacz LED, który emituje najważniejsze informacje dotyczące prędkości, zasięgu, stopnia naładowania baterii. Szereg informacji jest wyświetlany na interaktywnej szybie przedniej (rozbudowana technologia Head Up Display). 

### Sprzedaż
Pojazd miał być przeznaczony do wykorzystania przez użytkowników prywatnych, w ramach wynajmu na minuty w formie carsharingu, a także do specjalnych form współdzielenia w ramach rodziny i przyjaciół, bez konieczności używania kluczyków. Początkowo Uniti One miało być produkowany we współpracy z niemiecką firmą Siemens w szwedzkim Malmö w ciągu kolejnego roku na podstawie porozumienia, jakie zawarto w marcu 2017 roku. To ostatecznie upadło rok później by następnie lokalziacji do wytwarzania szukać w Silverstone w Wielkiej Brytanii. 
W 2018 roku w trakcie targów Auto Expo Uniti One zaprezentowano indyjskiej publiczności podczas targów Auto Expo. Producent miał wówczać nawiązać współpracę z indyjską firmą Bird, która w 2020 roku miała wprowadzić pojazd na rynek indyjski. W 2019 roku z kolei rozpoczęto oficjalne zbieranie zamówień za pośrednictwem strony internetowej, co nie przełożyło się jednak na gotowy do produkcji produkt. Projekt nagle zarzucono w 2021 roku, podczas spotkania z inwestorami startupu prezentując inny, chiński gotowy model Zhidou D3 pod nazwą Uniti Zero. Nie pomogło to uchronić tracącej wiarygodności firmy przed upadłością, którą ogłoszono w 2022 roku.

### Dane techniczne
Do napędu Uniti One wykorzystano dwa silniki elektryczne o łącznej mocy 160 KM, przekazując napęd na tylną oś. Źródłem zasilania stała się bateria litowo–jonowa o pojemności 26 kWh. Pozwoliło to na przejechanie na jednym ładowanie maksymalnie ok. 240 kilometrów, a prędkość maksymalna wyniosła ok. 130 km/h. Szybkie ładowanie baterii (z szybkiej ładowarki DC) do poziomu 80 procent według deklaracji producenta miało trwać nie więcej niż 25 minut. Średnie zużycie energii w trakcie jazdy wyniosło z kolei ok. 11 kWh na 100 kilometrów.